# Wadicosa benadira
Wadicosa benadira is een spinnensoort uit de familie van de  wolfspinnen (Lycosidae).
De wetenschappelijke naam van de soort werd voor het eerst geldig gepubliceerd in 1940 door Lodovico di Caporiacco.